# Улица Сайаканг
Са́йаканг (эст. Saiakang, Булочный проход, нем. Weckengang) — короткая (75 метров) улица в историческом районе Старый город Таллина, Эстония. Ведёт с Ратушной площади на улицу Пюхавайму.

## История
Имела разные названия, частью связанные с близостью рынка на Ратушной площади («улица на окраине рынка»), частью — с расположенной рядом церковью Пюхавайму («улица, ведущая к церкви Пюхавайму»). Позднее название улицы было связано с многочисленными лавками булочников, располагавшимися здесь (эст. sai — булка). В 1374 году на улице указано 8 лавок, расположенных под одной крышей. В конце XVII помещения были перестроены в камне. Хлеботорговля проходила до 1896 года — времени ликвидации рынка на Ратушной площади.
Дважды в год (праздник «Трёх королей» — 6 января и 20 декабря) по улице проходило торжественное шествие членов магистрата из Ратуши в церковь Пюхавайму.
С 1950 по 1987 год называлась Сайа-Кяйк (эст. Saia käik).
В 1977 году снят документальный фильм «Сайакяйк» (эст. «Saiakäik») — режиссёр Семён Школьников.
Протяжённость улицы — 75 м.

## Застройка улицы
- Дом 3 — считается самым маленьким торговым помещением Таллина[5]
- Дом 4 — жилой дом с магазином (бывший дом бургомистра Бернарда Хетлинга, 1656)

## Известные жители
В XVI веке на улице жил Бальтазар Руссов.